# طابع بريد جامايكا لإلغاء العبودية
طابع بريد جامايكا لإلغاء العبودية من الفئة 6 بنسات، الذي أعد للإصدار في يونيو 1921، ولكن أُلغي قبل إصداره بفترةِِ وجيزة بسبب الاضطرابات السياسية وموضوعهُ المثير للجدل.
بحسب بعض التقديرات، فقد طُبع 416,000 طابع منهُ وأُرسل إلى الجزيرة على ثلاث شحنات. وصلت أول شحنتين إلى جامايكا في نفس الوقت تقريبًا، وأُحرقتا في موقع السجن العام في العاصمة كينغستون في 2 يوليو 1921. أما الشحنة الأخيرة، التي وصلت في شهر أكتوبر من العام نفسه، فقد دُمِّرت بالمثل. ثم صدرت تعليمات إلى وكلاء التاج بتدمير 7220 طابعًا كانت بحوزتهم، بالإضافة إلى حوالي 740 طابعًا موزعًا عبر الاتحاد البريدي العالمي. حُفظت صحيفتان للطوابع من أربعة صحائف؛ أُهديت صحيفة طوابع للملك جورج الخامس لمجموعته البريدية، بينما حفظت الصحيفة الأخرى ضمن المجموعة الرسمية المحفوظة في مكتب البريد العام في كينغستون. لكن اختفت هذهِ الصحيفة من الطوابع بشكل غامض من خزائن مكتب البريد ثم عادت للظهور لاحقًا على شكل أربع مجموعات فردية.

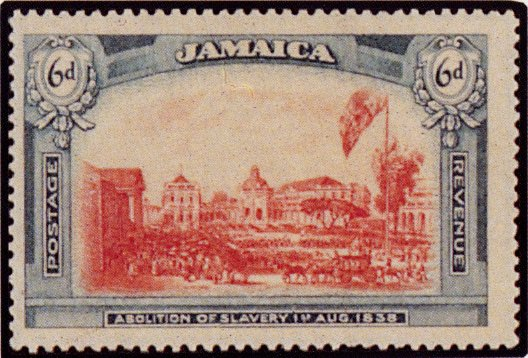
طابع بريد جامايكا لإلغاء العبودية

وبما أن الطابع كان على وشك الإصدار، فقد ارسلت عينات منهُ إلى الاتحاد البريدي العالمي كالمعتاد، وقد نجا عدد منها.